# Lista cântecelor interpretate de Angela Similea
Cântăreața română Angela Similea a lansat de-a lungul carierei trei EP-uri, zece albume de studio (inclusiv două în colaborare cu Marius Țeicu și unul cu Ovidiu Komornyik), 15 compilații de hit-uri, două albume de Crăciun (inclusiv unul cu Marius Țeicu) și trei albume cu selecții din muzicaluri în care a apărut. În total, cântăreața a interpretat peste 500 de cântece.

## Carieră muzicală
Cariera ei muzicală a început în anul 1970 când a participat la a treia ediție a Festivalului "Cerbul de Aur" cu piesele "După noapte vine zi" (preluare după Margareta Pâslaru) și "Marea cântă". În anul următor lansează EP-ul Angela Similea sub egida Electrecord, casă de producție cu care avea să lucreze până în anul 1991. Pe parcusul anilor 1970, piese ca "Nu vreau să-mi dai infinutul" și "Nici tu, nici eu" au apărut pe diverse compilații de hit-uri. În anul 1978 își lansează primul album de studio, Un albastru infinit, piesa care dă numele albumului devenind unul dintre cântecele ei semnătură. Pe parcusul anilor 1980 înregistrează mai multe albume care s-au bucurat de succes, precum Nufărul alb, Trăiesc sau De dragul tău, de pe care piese precum "Casa mea", "De ce te uiți la mine", "Nostalgie", "De n-ai să vii", "Dacă n-ai fi existat" și "Nu voi plânge niciodată" au devenit șlagăre. Tot în această perioadă lansează albumul Nu-mi lua iubirea cu Marius Țeicu de pe care este promovată piesa "Voi cânta pentru mileniul III".
După căderea regimului comunist în anul 1989, succesul comercial s-a aflat în decădere o perioadă, lansând o serie de compilații și muzicalul Adio, femei, până în anul 1995, când piesa "Să mori de dragoste rănită" câștigă la Festivalul național de muzică ușoară de la Mamaia. După lansarea albumului Să mori de dragoste rănită a lansat mai multe compilații de hit-uri, precum și primul ei album de sărbători, Colinde și cântece de Crăciun. În anul 1998 primește discul de platină din partea Electrecord. După o pauză muzicală revine în anul 2005 cu albumul Lumea mea, care se bucură de vânzări mari, primind discul de aur. Cel mai recent album de studio al lui Similea este De dragul tău în colaborare cu Ovidiu Komornyik, lansat în anul 2008. Între anii 2007 și 2011 a lansat patru compilații de hituri prin casa de discuri Ovo Music - două albume cuprinzând înregistrări din perioada anilor 1970 și, două albume, înregistrări din perioada anilor 1980 - aceasta reprezentând prima apariție a unor cântece precum "Bunule, Pământule" și "Astă seară" pe un disc semnat Angela Similea. În ciuda numărului mare de compilații lansate de-a lungul anilor, un număr mare de piese continuă să nu fie lansate pe niciun album sau compilație oficială, precum "Dragoste, ciudată floare" și "Am început de luni să te iubesc".

## Cântece
Înregistrările sunt organizate în ordine alfabetică. În secțiunea "Album" este trecut materialul discografic pe care a apărut respectivul cântec pentru prima dată, iar secțiunea "An" reprezintă anul în care piesa a fost lansată sau înregistrată. Ca urmare a faptului ca foarte multe dintre cântecele înregistrate de muziciană nu au apărut pe albume niciodată sau doar mai târziu, in secținea de "Album" se precizează anul în care a fost lansat albumul ce conține piesa muzicală discutată pentru prima dată - următoarele apariții pe alte materiale discografice nu sunt menționate.
| Cântec                                                                    | Artist / Artiști                                                    | Compozitor(i)                                                   | Album                                             | An   | Ref.         |
| ------------------------------------------------------------------------- | ------------------------------------------------------------------- | --------------------------------------------------------------- | ------------------------------------------------- | ---- | ------------ |
| "A fost un accident"                                                      | Angela Similea                                                      | George Natsis Dan V. Dumitriu                                   | B 03 MAG (1994)                                   | 1992 | [ 2 ] [ 3 ]  |
| "A opta minune"                                                           | Angela Similea și Corina Chiriac                                    | Marius Țeicu Mihai Maximilan                                    | —                                                 | 1984 | [ 2 ] [ 4 ]  |
| "Abracadabra"                                                             | Angela Similea                                                      | Repertoriu internațional                                        | —                                                 | 1973 | [ 2 ]        |
| "Adio, dar rămân mereu cu tine"                                           | Angela Similea                                                      | Cornel Fugaru Dan V. Dumitriu                                   | Angela Similea - Anii '80 vol. IV (2011)          | 1985 | [ 2 ] [ 3 ]  |
| "Adu-mi clipa de lumină"                                                  | Angela Similea                                                      | Marcel Dragomir Ovidiu Dumitru                                  | Nufărul Alb (1983 - varianta casetă)              | 1981 | [ 2 ]        |
| "Altruiste permanent"                                                     | Angela Similea, Corina Chiriac, Margareta Pâslaru și Olimpia Panciu |                                                                 | —                                                 | 1977 | [ 2 ]        |
| "Am început de luni să te iubesc"                                         | Angela Similea                                                      | Repertoriu internațional                                        | —                                                 | 1973 | [ 2 ]        |
| "Am legat copacii la ochi"                                                | Angela Similea și Savoy                                             | Marian Nistor Marin Sorescu                                     | Balada iubirilor deschise (1986)                  | 1977 | [ 2 ]        |
| "Am nevoie de tine"                                                       | Angela Similea și Direcția 5                                        | Marian Ionescu Cristi Enache                                    | —                                                 | 2005 | [ 2 ]        |
| "Am viața mea"                                                            | Angela Similea                                                      | Ovidiu Komornyik Angela Similea                                 | Lumea mea (2005)                                  | 2005 | [ 2 ]        |
| "Amurgul"                                                                 | Angela Similea                                                      | George Grigoriu Angel Grigoriu și Romeo Iorgulescu              | Angela Similea (1971)                             | 1969 | [ 2 ]        |
| "Așa ești tu"                                                             | Angela Similea                                                      | George Grigoriu                                                 | —                                                 | 1968 | [ 2 ] [ 5 ]  |
| "Astă seară"                                                              | Angela Similea                                                      | Mircea Drăgan Mihai Maximilian                                  | Angela Similea - Anii '80 Vol 3 (2009)            | 1982 | [ 2 ]        |
| "Astă seară fără lacrimi"                                                 | Angela Similea                                                      | Aurel Giroveanu Harry Negrin                                    | —                                                 | 1969 |              |
| "Astăzi s-a născut Hristos"                                               | Angela Similea și Marius Țeicu                                      | Timotei Popovici                                                | Colinde și cântece de Crăciun (2001)              | 2001 | [ 2 ]        |
| "Atâtea ploi"                                                             | Angela Similea                                                      | George Natsis Romeo Iorgulescu                                  | Îți amintești de mine (1994)                      | 1994 | [ 2 ]        |
| "Azi"                                                                     | Angela Similea                                                      | Adrian Enescu Dan V. Dumitriu                                   | Muzică de colecție vol.30 - Angela Similea (2008) | 1988 | [ 2 ] [ 6 ]  |
| "Balada iubirilor deschise"                                               | Angela Similea și Savoy                                             | Marian Nistor George Țărnea                                     | Balada iubirilor deschise (1986)                  | 1986 | [ 2 ]        |
| "Balansoarul"                                                             | Angela Similea                                                      | Repertoriu internațional                                        | —                                                 | 1972 | [ 2 ]        |
| "Balul"                                                                   | Angela Similea                                                      | J. Kluger, C. Desage Petre Idriceanu (Repertoriu internațional) | —                                                 | 1973 | [ 2 ]        |
| "Bine-ai venit, primăvară"                                                | Angela Similea                                                      | Marius Țeicu (Repertoriu internațional)                         | —                                                 | 1975 | [ 2 ]        |
| "Bun venit, rază de soare"                                                | Angela Similea                                                      | Edmond Deda Aurel Storin                                        | Angela Similea - Muzică de colecție (2008)        | 1974 | [ 2 ]        |
| "Bună dimineața tuturor"                                                  | Angela Similea                                                      | Edmond Deda Aurel Storin                                        | Corina (1984)                                     | 1981 | [ 2 ]        |
| "Bună seara, Moș Crăciun"                                                 | Angela Similea și Marius Țeicu                                      | Marius Țeicu Angel Grigoriu                                     | Colinde și cântece de Crăciun (2000)              | 1997 | [ 2 ]        |
| "Bună ziua, dragoste"                                                     | Angela Similea                                                      | Jolt Keresteley Aurel Storin                                    | Angela Similea - Muzică de colecție (2008)        | 1985 | [ 2 ]        |
| "Buni prieteni"                                                           | Angela Similea și Ovidiu Komornyik                                  | Ovidiu Komornyik Ovidiu Komornyik                               | De dragul tău cu Ovidiu Komornyik (2008)          | 2008 | [ 2 ]        |
| "Bunule, Pământule"                                                       | Angela Similea                                                      | Dan Ștefanică Eugen Rotaru                                      | Angela Similea - Anii '70 Vol 2 (2007)            | 1978 | [ 2 ]        |
| "Ca într-o poveste"                                                       | Angela Similea                                                      | Repertoriu internațional (Text: Cecilia Silvestri)              | —                                                 | 1972 | [ 2 ]        |
| "Ca la paradă"                                                            | Angela Similea                                                      | Repertoriu internațional (Text: Sașa Georgescu)                 | —                                                 | 1970 | [ 2 ]        |
| "Ca o zi de primvăvară"                                                   | Angela Similea                                                      | Repertoriu internațional                                        | —                                                 | 1993 | [ 2 ]        |
| "Carnavalul"                                                              | Angela Similea                                                      | Liviu Tudan Corina Brăneanu                                     | Angela Similea - Muzică de colecție (2008)        | 1973 | [ 2 ]        |
| "Carnavalul iernii"                                                       | Angela Similea                                                      | Repertoriu internațional                                        | —                                                 | 1975 | [ 2 ]        |
| "Casa mea"                                                                | Angela Similea                                                      | Ion Cristinoiu Ion Cristinoiu                                   | Nufărul alb (1983)                                | 1981 | [ 2 ]        |
| "Călătorie muzicală"                                                      | Angela Similea și Florin Piersic                                    | Marcel Dragomir Eugen Rotaru                                    | —                                                 | 1982 | [ 2 ]        |
| "Câmpia sub lună"                                                         | Angela Similea                                                      | Vasile Veselovski Aurel Storin                                  | —                                                 | 1965 | [ 2 ] [ 7 ]  |
| "Când băieții ne privesc"                                                 | Angela Similea                                                      | Marcel Dragomir Angel Grigoriu și Romeo Iorgulescu              | —                                                 | 1974 | [ 2 ]        |
| "Când vei înceta să mă iubești"                                           | Angela Similea                                                      | Marcel Dragomir Teodora Popa Mazilu                             | Nufărul alb(1983)                                 | 1982 | [ 2 ]        |
| "Cântăm bossanova"                                                        | Angela Similea                                                      | George Grigoriu Aurel Storin                                    | —                                                 | 1979 | [ 2 ]        |
| "Cântec fără nume"                                                        | Angela Similea                                                      | Marcel Dragomir Flavia Buref                                    | Angela Similea - Anii '70 Vol. 1                  | 1978 | [ 2 ]        |
| "Cântec pentru mama" ("Căldura mâinii tale" sau "De-ai mai trăi măicuță") | Angela Similea                                                      | Marius Țeicu Teodora Popa Mazilu                                | Angela Similea - Anii '70 Vol. 2                  | 1978 | [ 2 ]        |
| "Cât aș fi vrut"                                                          | Angela Similea                                                      | Dan Iagnov Dan V. Dumitriu                                      | De dragul tău (1988)                              | 1986 | [ 2 ]        |
| "Ce-ar fi să fiu"                                                         | Angela Similea                                                      | Marius Țeicu Ovidiu Dumitru                                     | Angela Similea și Marius Țeicu (1988)             | 1988 | [ 2 ] [ 8 ]  |
| "Ce bine-mi pare"                                                         | Angela Similea și Ovidiu Komornyik                                  | Ovidiu Komornyik Angela Similea                                 | De dragul tău cu Ovidiu Komornyik (2008)          | 2008 | [ 2 ]        |
| "Ce loc mai am în viața ta"                                               | Angela Similea                                                      | Cristina Dumitriu C. Dumitriu                                   | Îți amintești de mine (1994)                      | 1993 | [ 2 ]        |
| "Ce mult te iubesc"                                                       | Angela Similea                                                      | Repertoriu internațional                                        | —                                                 | 1970 | [ 2 ]        |
| "Celei care pleacă"                                                       | Angela Similea                                                      | Ion Minulescu Laurențiu Profeta                                 | —                                                 | 1969 | [ 2 ]        |
| "Cer curat"                                                               | Angela Similea                                                      | Jolt Kerestely                                                  | —                                                 | 1980 | [ 2 ]        |
| "Cheamă iubirea"                                                          | Angela Similea și Marius Țeicu                                      | Teodora Popa Mazilu Marius Țeicu                                | Angela Similea și Marius Țeicu (1988)             | 1988 | [ 2 ]        |
| "Cineva"                                                                  | Angela Similea                                                      | Sașa Georgescu Marius Țeicu                                     | Nu-mi lua iubirea (1987)                          | 1981 | [ 2 ]        |
| "Colind"                                                                  | Angela Similea                                                      | Temistocle Popa                                                 | —                                                 | 1991 | [ 2 ]        |
| "Colind pentru tata"                                                      | Angela Similea                                                      | Temistocle Popa                                                 | —                                                 | 2003 | [ 2 ]        |
| "Confesiune"                                                              | Angela Similea, Margareta Pâslaru și Corina Chiriac                 | Horia Moculescu Aurel Storin                                    | —                                                 | 2008 | [ 2 ]        |
| "Country"                                                                 | Angela Similea și Ștefan Iordache                                   | Dan V. Dumitriu                                                 | Adio, femei (1991)                                | 1991 | [ 2 ]        |
| "Cred în minuni"                                                          | Angela Similea                                                      | George Popa Roxana Popescu                                      | Lumea mea (2005)                                  | 2005 | [ 2 ]        |
| "Cu fericirea mea nu te juca"                                             | Angela Similea                                                      | Noru Demetriad Florina Ștef                                     | —                                                 | 1969 |              |
| "Cum oare știi"                                                           | Angela Similea                                                      | Dan Iagnov Dan V. Dumitriu                                      | Adio, femei (1991)                                | 1991 | [ 2 ]        |
| "Cuvântul tău"                                                            | Angela Similea                                                      | George Popa Roxana Popescu                                      | Lumea mea (2005)                                  | 2005 | [ 2 ]        |
| "Da, recunosc"                                                            | Angela Similea                                                      | Anton Șuteu Flavia Buref                                        | —                                                 | 1984 | [ 2 ] [ 9 ]  |
| "Dacă îl iubești"                                                         | Angela Similea                                                      | Repertoriu internațional                                        | —                                                 | 1972 | [ 2 ]        |
| "Dacă n-ai fi existat"                                                    | Angela Similea                                                      | Ion Cristinoiu Roxana Popescu                                   | Trăiesc (1985)                                    | 1984 | [ 2 ]        |
| "Dacă-n fiecare zi"                                                       | Angela Similea                                                      | Repertoriu internațional                                        | —                                                 | 1975 | [ 2 ]        |
| "Dacă nu ai prieteni"                                                     | Angela Similea                                                      | Ion Cristinoiu                                                  | Dacă nu ai prieteni(1998)                         | 1998 | [ 2 ]        |
| "Dacă totuși mă iubești"                                                  | Angela Similea                                                      | Aurel Giroveanu                                                 | —                                                 | 1975 | [ 2 ]        |
| "Dacă vine Moș Crăciun"                                                   | Angela Similea                                                      | Marcel Dragomir                                                 | —                                                 | 1994 | [ 2 ]        |
| "Dacă visezi un Făt Frumos"                                               | Angela Similea                                                      | Repertoriu internațional Cecilia Silvestri                      | —                                                 | 1972 | [ 2 ]        |
| "Dar nimeni nu-i ca noi"                                                  | Angela Similea și Cornel Constantiniu                               | Mircea Block Ramon Tavernier                                    | —                                                 | 1976 | [ 2 ]        |
| "Dans, dans"                                                              | Angela Similea                                                      |                                                                 |                                                   | 1983 | [ 2 ]        |
| "Dă-mi crucea dragostei"                                                  | Angela Similea                                                      | ?                                                               | —                                                 | ?    | [ 2 ]        |
| "Dă-mi din puterea ta"                                                    | Angela Similea                                                      | Ion Cristinoiu                                                  | —                                                 | 1993 | [ 2 ]        |
| "Dă-mi mâna, dragul meu prieten, drag"                                    | Angela Similea                                                      | Jolt Kerestely Ion Rus                                          | —                                                 | 1989 | [ 2 ] [ 8 ]  |
| "De ce taci"                                                              | Angela Similea                                                      | ?                                                               | ?                                                 | ?    | [ 2 ]        |
| "De ce te uiți la mine"                                                   | Angela Similea                                                      | Marcel Dragomir Teodora Popa                                    | Nufărul alb (1983)                                | 1982 | [ 2 ]        |
| "De dragul tău"                                                           | Angela Similea și Savoy                                             | Marian Nistor Sandu Ștefănescu                                  | De dragul tău (1988)                              | 1987 | [ 2 ]        |
| "De dragul tău"                                                           | Angela Similea și Ovidiu Komornyk                                   | Ovidiu Komornyk                                                 | De dragul tău cu Ovidiu Komornyik (2008)          | 2008 | [ 2 ]        |
| "De m-ai mințit"                                                          | Angela Similea                                                      | Marius Țeicu Dan V. Dumitriu                                    | B 03 MAG(1994)                                    | 1991 | [ 2 ]        |
| "De n-ai fi tu"                                                           | Angela Similea                                                      | Marcel Dragomir Mihai Dumbravă                                  | Un albastru infinit(1978)                         | 1977 | [ 2 ]        |
| "De n-ai să vii"                                                          | Angela Similea                                                      | Ion Cristinoiu Ovidiu Dumitru                                   | Trăiesc (1985)                                    | 1984 | [ 2 ]        |
| "De singurătate"                                                          | Angela Similea                                                      | Ion Cristinoiu Eugen Rotaru                                     | Nufărul alb (1983)                                | 1982 | [ 2 ]        |
| "De veghe la porțile iubirii"                                             | Angela Similea                                                      | Vasile V.Vasilache Victor Brătulescu                            | Un albastru infinit(1978)                         | 1977 | [ 2 ]        |
| "Declarație"                                                              | Angela Similea și Savoy                                             | Marian Nistor Mihai Codreanu                                    | Balada iubirilor deschise (1986)                  | 1986 | [ 2 ]        |
| "Din amintiri nu poți trăi o viață"                                       | Angela Similea                                                      | Ion Cristinoiu Mihai Dumbravă                                   | Un albastru infinit(1978)                         | 1978 | [ 2 ]        |
| "Din șevaletul vieții"                                                    | Angela Similea                                                      | Marcel Dragomir Ioan Lucian Bentu                               | Un roman de iubire într-un albastru infinit       | 1997 | [ 2 ]        |
| "Din zori în zori"                                                        | Angela Similea                                                      | Aurel Giroveanu Harry Negrin (repertoriu internațional)         | —                                                 | 1978 | [ 2 ]        |
| "Doi într-o barcă"                                                        | Angela Similea                                                      | Ionel Tudor Andreea Andrei                                      | Îți amintești de mine                             | 1994 | [ 2 ]        |
| "Dor de viață"                                                            | Angela Similea                                                      | Ion Cristinoiu Roxana Popescu                                   | Angela Similea - Anii '80 Vol 4                   | 1985 | [ 2 ] [ 10 ] |
| "Dormi, iubite, dormi!"                                                   | Angela Similea și Ștefan Iordache                                   | Dan Iagnov Dan V. Dumitriu                                      | Adio, femei                                       | 1991 | [ 2 ]        |
| "Dormi, odorul meu în pace"                                               | Angela Similea                                                      | Marcel Dragomir Aurel Storin                                    |                                                   | 1983 | [ 2 ]        |
| "Două fețe ale iubirii"                                                   | Angela Similea și Cornel Constantiniu                               | Vasile V Vasilache                                              |                                                   | ?    | [ 2 ]        |
| "Dragoste, ciudată floare"                                                | Angela Similea și Cornel Constantiniu                               |                                                                 |                                                   | 1979 | [ 2 ]        |
| "Dragoste de mamă"                                                        | Angela Similea                                                      |                                                                 |                                                   | 1981 | [ 2 ]        |
| "Drumul care începe"                                                      | Angela Similea                                                      | Vasile Șirli Corina Brăneanu                                    | —                                                 | 1976 | [ 2 ]        |
| "Dumbrava minunată"                                                       | Angela Similea                                                      |                                                                 |                                                   |      | [ 2 ]        |
| "După noapte, vine zi"                                                    | Angela Similea                                                      | Aurel Giroveanu Tudor Mușatescu                                 | Cerbul de Aur 1970                                | 1970 | [ 2 ]        |
| "E cântecul tău"                                                          | Angela Similea                                                      |                                                                 |                                                   |      | [ 2 ]        |
| "E la modă sau nu e?"                                                     | Angela Similea                                                      | Marius Țeicu Eugen Rotaru                                       |                                                   | 1986 | [ 2 ]        |
| "E mare lucru sa fii om"                                                  | Angela Similea                                                      | Marcel Dragomir George Țărnea                                   |                                                   | 1983 | [ 3 ]        |
|                                                                           |                                                                     |                                                                 |                                                   |      |              |
| "E noaptea de Crăciun"                                                    | Angela Similea și Ovidiu Komornyik                                  |                                                                 |                                                   |      | [ 2 ]        |
| "E-o zi de luni întotdeauna"                                              | Angela Similea                                                      | Claudia Delean Cristina Dumitriu                                | —                                                 | 1993 | [ 2 ]        |
| "E steaua mea, speranța mea"                                              | Angela Similea și Grace Hilgen                                      |                                                                 |                                                   |      | [ 2 ]        |
| "E timpul iubirii"                                                        | Angela Similea                                                      |                                                                 |                                                   |      | [ 2 ]        |
| "E viața mea"                                                             | Angela Similea și Ștefan Iordache                                   |                                                                 | Adio, femei!(1990)                                | 1990 | [ 2 ]        |
| "Ecoul vorbelor dintâi"                                                   | Angela Similea                                                      |                                                                 |                                                   | 1985 | [ 2 ]        |
| "Endless Blue"                                                            | Angela Similea                                                      |                                                                 |                                                   | 1982 | [ 2 ]        |
| "Este ultima oră"                                                         | Angela Similea                                                      |                                                                 |                                                   |      | [ 2 ]        |
| "Eu"                                                                      | Angela Similea                                                      | Eugen Rotaru Ion Cristinoiu                                     | Nufărul Alb (1983)                                | 1982 | [ 2 ]        |
| "Eu cred în primăveri"                                                    | Angela Similea                                                      |                                                                 |                                                   |      | [ 2 ]        |
| "Eu cu cine-mi joc iubirea"                                               | Angela Similea și Savoy                                             | Marian Nistor George Țărnea                                     | Balada iubirilor deschise (1986)                  |      | [ 2 ]        |
| "Eu sunt Albă ca Zăpada"                                                  | Angela Similea                                                      | Repertoriul internațional                                       |                                                   | 1981 | [ 2 ]        |
| "Evanghelina"                                                             | Angela Similea                                                      | Dan V. Dumitriu                                                 | Adio, femei!                                      | 1991 | [ 2 ]        |
| "Fără dragoste"                                                           | Angela Similea și Ovidiu Komornyik                                  |                                                                 | De dragul tău cu Ovidiu Komornyik (2008)          | 2008 | [ 2 ]        |
| "Fără tine"                                                               | Angela Similea                                                      |                                                                 |                                                   |      | [ 2 ]        |
| "Fântâna dragostei"                                                       | Angela Similea și Rareș Dragomir                                    |                                                                 |                                                   |      | [ 2 ]        |
| "Fericirea trăiește-n noi"                                                | Angela Similea                                                      | Eugen Rotaru Marius Țeicu                                       | Muzică de colecție                                | 1991 | [ 2 ]        |
| "Fericiți vom fi"                                                         | Angela Similea, Marius Țeicu, Mihai Constantinescu, etc.            |                                                                 |                                                   | 1981 | [ 2 ]        |
| "Flacăra nestinsei iubiri"                                                | Angela Similea                                                      | Theodora Popa Mazilu Marius Țeicu                               | Flacăra nestinsei iubir                           | 1989 | [ 2 ] [ 8 ]  |
| "Flăcările"                                                               | Angela Similea                                                      |                                                                 |                                                   |      | [ 2 ]        |
| "Floare mică, floare dalbă"                                               | Angela Similea                                                      |                                                                 |                                                   |      | [ 2 ]        |
| "Flori de câmp"                                                           | Angela Similea                                                      | Florin Bogardo Tania Lovinescu                                  | —                                                 | 1975 | [ 2 ]        |
| "Florile iernii (Ninge, ninge)"                                           | Angela Similea                                                      |                                                                 |                                                   |      | [ 2 ]        |
| "Focuri de primăvară"                                                     | Angela Similea                                                      |                                                                 |                                                   |      | [ 2 ]        |
| "Free By Myself"                                                          | Angela Similea                                                      |                                                                 |                                                   | 1982 | [ 2 ]        |
| "Frumoasă de dor"                                                         | Angela Similea                                                      |                                                                 |                                                   |      | [ 2 ]        |
| "Gala"                                                                    | Angela Similea                                                      |                                                                 |                                                   |      | [ 2 ]        |
| "Gheorghe, Gheorghe"                                                      | Angela Similea și Savoy                                             | Tradițional                                                     | Balada iubirilor deschise (1986)                  |      | [ 2 ]        |
| "Ghicitoarea"                                                             | Angela Similea cu Marius Țeicu                                      | Repertoriul internațional                                       |                                                   | 1977 | [ 2 ]        |
| "Glas de clopot"                                                          | Angela Similea                                                      | Repertoriul internațional                                       |                                                   | 1992 | [ 2 ]        |
| "Glasul tău"                                                              | Angela Similea                                                      | Alexandru Mandy                                                 | —                                                 | 1969 | [ 11 ]       |
| "Grăbește-te și vino"                                                     | Angela Similea                                                      | Marian Nistor Alexandru Stamatiad                               | Trăiesc (1985)                                    | 1984 | [ 2 ]        |
| "Grădina fără flori"                                                      | Angela Similea                                                      |                                                                 |                                                   |      | [ 2 ]        |
| "Guantanamera"                                                            | Angela Similea                                                      | Repertoriu internațional                                        | —                                                 | 1968 |              |
| "Gulliver"                                                                | Angela Similea                                                      | Marcel Dragomir                                                 |                                                   |      | [ 2 ]        |
| "Hai să cântăm"                                                           | Angela Similea                                                      | Valențiu Grigorescu Ciupy Rădulescu                             |                                                   | 1978 | [ 2 ]        |
| "Hai să ne-împăcăm"                                                       | Angela Similea                                                      | Teodora Popa Mazilu Marcel Dragomir                             | De dragul tău                                     | 1987 | [ 2 ]        |
| "Hei, omule"                                                              | Angela Similea                                                      |                                                                 |                                                   |      | [ 2 ]        |
| "Hoinarul"                                                                | Angela Similea                                                      |                                                                 |                                                   | 1972 | [ 2 ]        |
| "Ia spune-mi tu mie, pintenatule"                                         | Angela Similea                                                      |                                                                 |                                                   |      | [ 2 ]        |
| "Iarna e o anotimpa"(Despre iarnă și copaci)                              | Angela Similea                                                      | Cristina Dumitru Carmen Firan                                   |                                                   |      | [ 2 ]        |
| "Iarna, iarna"                                                            | Angela Similea                                                      |                                                                 |                                                   |      | [ 2 ]        |
| "Infinito azzuro ciel"                                                    | Angela Similea                                                      |                                                                 |                                                   |      | [ 2 ]        |
| "Inimaginabil"                                                            | Angela Similea                                                      | Marius Țeicu                                                    |                                                   |      | [ 2 ]        |
| "Inscripție pe un tablou"                                                 | Angela Similea                                                      |                                                                 |                                                   |      | [ 2 ]        |
| "Iubesc această zi"                                                       | Angela Similea                                                      |                                                                 | Lumea mea                                         | 2005 | [ 2 ]        |
| "Iubesc întâia oară"                                                      | Angela Similea                                                      |                                                                 |                                                   |      | [ 2 ]        |
| "Iubesc la nebunie"                                                       | Angela Similea                                                      | Marcel Dragomir Angel Grigoriu                                  |                                                   | 1993 | [ 2 ]        |
| "Iubește-mă"                                                              | Angela Similea                                                      | Eugen Rotaru Marius Țeicu                                       | Nu-mi lua iubirea                                 | 1986 | [ 2 ]        |
| "Iubește-mă de-ți plac așa cum sunt"                                      | Angela Similea                                                      | Marcel Dragomir George Țărnea                                   | Trăiesc (1985)                                    | 1984 | [ 2 ]        |
| "Iubește sincer"                                                          | Angela Similea cu Ștefan Bănică (junior)                            | Ștefan Bănică (junior)                                          | Duete (album de Bănică Jr.)                       | 2005 | [ 2 ]        |
| "Iubire, tu"                                                              | Angela Similea                                                      | George Grigoriu Angel Grigoriu & Romeo Iorgulescu               | —                                                 | 1970 | [ 2 ]        |
| "Iubite"                                                                  | Angela Similea                                                      | Ovidiu Dumitru Temistocle Popa                                  | De dragul tău (1988)                              | 1988 | [ 2 ] [ 8 ]  |
| "Îmi pare rău de fiecare clipă"                                           | Angela Similea și Savoy                                             | Marian Nistor Victor Eftimiu, Ioan Alexandru                    | Balada iubirilor deschise (1986)                  | 1986 | [ 2 ]        |
| "Îmi vorbești"                                                            | Angela Similea                                                      | Repertoriu internațional                                        | —                                                 | 1974 | [ 2 ]        |
| "Împreună vom învinge"                                                    | Angela Similea                                                      | Marcel Dragomir Lucian Avramescu                                | —                                                 | 1984 | [ 3 ]        |
| "În cine să mai cred"                                                     | Angela Similea                                                      | Gh. Ursu                                                        | —                                                 | 1968 | [ 2 ]        |
| "În fiecare seară (Festivalul dragostei)"                                 | Angela Similea                                                      | ?                                                               | —                                                 | 1978 | [ 2 ]        |
| "În fiecare zi (Te-aștept mereu să vii)"                                  | Angela Similea                                                      | Repertoriu internațional                                        |                                                   | 1973 | [ 2 ]        |
| "În ochii tăi se vede marea"                                              | Angela Similea                                                      | Lucian Bentu Marcel Dragomir                                    | —                                                 | 1997 | [ 2 ]        |
| "În zbor"                                                                 | Angela Similea și Ștefan Iordache                                   | Adio, femei                                                     | Dan Iagnov D.V Dumitriu                           | 1991 | [ 2 ]        |
| "Îngăduie-i iubirii"                                                      | Angela Similea                                                      | Marian Nistor Corneliu Șerban                                   | Marian Nistor Text:Corneliu Serban                | 1987 | [ 2 ]        |
| "Îngerul tău"                                                             | Angela Similea și Ovidiu Komornyik                                  |                                                                 | De dragul tău cu Ovidiu Komornyik (2008)          | 2008 | [ 2 ]        |
| "Într-o sală de așteptare"                                                | Angela Similea                                                      | Temistocle Popa                                                 | —                                                 | 2001 | [ 2 ]        |
| "Între noi, tangoul"                                                      | Angela Similea                                                      | Marcel Dragomir Aimée D'Albone                                  | —                                                 | 1995 | [ 2 ]        |
| "Îți amintești de mine"                                                   | Angela Similea                                                      | Marcel Dragomir Ovidiu Dumitru                                  | Îți amintești de mine?                            | 1994 | [ 2 ]        |
| "La început am fost noi doi"                                              | Angela Similea și Florin Piersic                                    | Eugen Rotaru                                                    | —                                                 | 1982 | [ 2 ]        |
| "La revedere"                                                             | Angela Similea                                                      | Eugen Rotaru Marcel Dragomir                                    | Nufărul Alb (1983)                                | 1982 | [ 2 ]        |
| "Lasă-mă, te rog, să mai visez"                                           | Angela Similea                                                      | Marcel Dragomir Roxana Popescu                                  | Să mori de dragoste rănită                        | 1996 | [ 2 ] [ 10 ] |
| "Lăutarii"                                                                | Angela Similea                                                      | Ovidiu Dumitru Marius Țeicu                                     | Un albastru infinit                               | 1977 | [ 2 ]        |
| "Legendele mării"                                                         | Angela Similea                                                      | Aurel Giroveanu                                                 |                                                   | 1975 | [ 2 ]        |
| "Lumea de dragoste"                                                       | Angela Similea                                                      | Jolt Kerestely Aurel Storin                                     |                                                   | 1987 | [ 2 ]        |
| "Lumina vieții"                                                           | Angela Similea                                                      | Ovidiu Dumitru Marius Țeicu                                     | Angela - Anii '70 Vol 1                           | 1979 | [ 2 ]        |
| "Lumină din lumină"                                                       | Angela Similea                                                      |                                                                 |                                                   |      | [ 2 ]        |
| "Lumini și umbre"                                                         | Angela Similea                                                      |                                                                 |                                                   |      | [ 2 ]        |
| "Magnolia"                                                                | Angela Similea                                                      | Petre Aldea-Teodorovici Grigore Vieru                           | Dacă nu ai prieteni(1998)                         | 1998 | [ 2 ]        |
| "Mai sărută"                                                              | Angela Similea                                                      |                                                                 |                                                   |      | [ 2 ]        |
| "Mai vino, mamă"                                                          | Angela Similea                                                      |                                                                 |                                                   |      | [ 2 ]        |
| "Mare cu nume de noapte"                                                  | Angela Similea                                                      |                                                                 |                                                   |      | [ 2 ]        |
| "Mare minune se arată"                                                    | Angela Similea și Marius Țeicu                                      |                                                                 |                                                   |      | [ 2 ]        |
| "Marea cântă"                                                             | Angela Similea                                                      |                                                                 |                                                   |      | [ 2 ]        |
| "Marea visează"                                                           | Angela Similea                                                      |                                                                 |                                                   |      | [ 2 ]        |
| "Mă mai gândesc la dumneata"                                              | Angela Similea                                                      | Edmond Deda Aurel Storin                                        | —                                                 | 1973 | [ 2 ]        |
| "Mă regăsesc doar în iubirea ta"                                          | Angela Similea                                                      | Carmen Aldea Vlad Marius Țeicu                                  | Să ne reamintim (2019)                            | 1997 | [ 2 ]        |
| "Mă rog"                                                                  | Angela Similea                                                      | Mihai Beniuc Marcel Dragomir                                    | Un roman de iubire într-un albastru infinit       | 1980 | [ 2 ]        |
| "Mă vei uita"                                                             | Angela Similea                                                      |                                                                 |                                                   |      | [ 2 ]        |
| "Măr"                                                                     | Angela Similea                                                      |                                                                 |                                                   | 1976 | [ 2 ]        |
| "Mândria mea"                                                             | Angela Similea                                                      | Aurel Giroveanu Mircea Block                                    | —                                                 | 1975 | [ 3 ]        |
| "Melancolie de amurg"                                                     | Angela Similea                                                      |                                                                 |                                                   | 1984 | [ 2 ]        |
| "Mi-ai spus adio"                                                         | Angela Similea                                                      |                                                                 | Lumea mea                                         | 2005 | [ 2 ]        |
| "Minunile sunt lângă noi"                                                 | Angela Similea și Ovidiu Komornyik                                  |                                                                 | De dragul tău cu Ovidiu Komornyik (2008)          | 2008 | [ 2 ]        |
| "Moș Crăciun cu plete dalbe"                                              | Angela Similea                                                      | D. G. Kiriac                                                    |                                                   |      | [ 2 ]        |
| "N-am să-ți iert privirea"                                                | Angela Similea                                                      |                                                                 |                                                   |      | [ 2 ]        |
| "N-am știut"                                                              | Angela Similea                                                      |                                                                 |                                                   | 1980 | [ 2 ]        |
| "Nesuferită tristețe"                                                     | Angela Similea                                                      |                                                                 |                                                   |      | [ 2 ]        |
| "Nici tu, nici eu"                                                        | Angela Similea                                                      | George Grigoriu Angel Grigoriu și Romeo Iorgulescu              | —                                                 | 1972 | [ 2 ]        |
| "Ninsorile de flori"                                                      | Angela Similea                                                      | Adrian Enescu Dan V. Dumitriu                                   |                                                   | 1989 | [ 2 ] [ 8 ]  |
| "Noapte bună, București"                                                  | Angela Similea                                                      |                                                                 |                                                   |      | [ 2 ]        |
| "Noapte, fată cu cercei de smoală"                                        | Angela Similea                                                      | Jolt KerestelyIon Ruș                                           |                                                   | 1987 | [ 2 ]        |
| "Noel (Veniți creștini)"                                                  | Angela Similea și David Ohanesian                                   |                                                                 |                                                   |      | [ 2 ]        |
| "Nostalgie"                                                               | Angela Similea                                                      | Marian Nistor Demostene Botez                                   | Trăiesc (1985)                                    | 1984 | [ 2 ]        |
| "Nu e greu"                                                               | Angela Similea și Direcția 5                                        | Marian Ionescu Cristi Enache                                    |                                                   | 2001 | [ 2 ]        |
| "Nu mai vreau"                                                            | Angela Similea și Ovidiu Komornyik                                  |                                                                 | De dragul tău cu Ovidiu Komornyik (2008)          | 2008 | [ 2 ]        |
| "Nu mă tem de tine, vântule"                                              | Angela Similea                                                      |                                                                 |                                                   |      | [ 2 ]        |
| "Nu mă tem să cred"                                                       | Angela Similea                                                      |                                                                 |                                                   | 1994 | [ 2 ]        |
| "Nu mă uita"                                                              | Angela Similea                                                      |                                                                 |                                                   |      | [ 2 ]        |
| "Nu meritai"                                                              | Angela Similea                                                      | Theodora Popa Mazilu Marius Țeicu                               | Mari succese                                      | 1991 | [ 2 ]        |
| "Nu-mi lua iubirea"                                                       | Angela Similea                                                      | Teodora Popa Mazilu Marius Țeicu                                | Nu-mi lua iubirea (1987)                          | 1985 | [ 2 ]        |
| "Nu pleca acum"                                                           | Angela Similea                                                      |                                                                 |                                                   |      | [ 2 ]        |
| "Nu privi înapoi"                                                         | Angela Similea                                                      |                                                                 |                                                   | 1973 | [ 2 ]        |
| "Nu știi ce vrei"                                                         | Angela Similea                                                      |                                                                 |                                                   |      | [ 2 ]        |
| "Nu te voi opri"                                                          | Angela Similea                                                      |                                                                 |                                                   |      | [ 2 ]        |
| "Nu uita"                                                                 | Angela Similea și Marius Țeicu                                      | Marius Țeicu Eugen Rotaru                                       | Nu-mi lua iubirea                                 | 1983 | [ 2 ]        |
| "Nu voi plânge niciodată"                                                 | Angela Similea                                                      | Marius Țeicu Eugen Rotaru                                       | Angela Similea și Marius Țeicu / De dragul tău    | 1988 | [ 2 ]        |
| "Nu voi putea uita niciodată"                                             | Angela Similea                                                      | Marius Țeicu Eugen Rotaru                                       | Trăiesc (1985)                                    | 1985 | [ 2 ]        |
| "Nu vreau să-mi dai infinitul"                                            | Angela Similea                                                      |                                                                 |                                                   | 1976 | [ 2 ]        |
| "Nufărul alb"                                                             | Angela Similea și Florin Piersic                                    | Marcel Dragomir Teodora Popa Mazilu                             | Nufărul Alb (1983)                                |      | [ 2 ]        |
| "Numai cu tine"                                                           | Angela Similea                                                      |                                                                 |                                                   | 1974 | [ 2 ]        |
| "Numai lângă tine"                                                        | Angela Similea                                                      |                                                                 |                                                   | 1981 | [ 2 ]        |
| "O, ce veste minunată"                                                    | Angela Similea și Marius Țeicu                                      |                                                                 |                                                   |      | [ 2 ]        |
| "O clipă de nemurire"                                                     | Angela Similea                                                      |                                                                 |                                                   |      | [ 2 ]        |
| "O dată-n viață"                                                          | Angela Similea                                                      | Eugen Rotaru Marius Țeicu                                       | Nu-mi lua iubirea                                 | 1986 | [ 2 ]        |
| "O fată și-o chitară"                                                     | Angela Similea                                                      |                                                                 |                                                   |      | [ 2 ]        |
| "O lacrimă"                                                               | Angela Similea                                                      | Marian Nistor Octavian Goga                                     | Trăiesc (1985)                                    | 1985 | [ 2 ]        |
| "O noapte cu tine"                                                        | Angela Similea                                                      |                                                                 |                                                   |      | [ 2 ]        |
| "O primăvară"                                                             | Angela Similea                                                      |                                                                 |                                                   |      | [ 2 ]        |
| "O sonsuz mavilikler"                                                     | Angela Similea                                                      |                                                                 |                                                   |      | [ 2 ]        |
| "O viață împreună"                                                        | Angela Similea și Ovidiu Komornyik                                  |                                                                 | De dragul tău cu Ovidiu Komornyik (2008)          | 2008 | [ 2 ]        |
| "O zi"                                                                    | Angela Similea                                                      | Marius Țeicu Sașa Georgescu                                     | Nufărul Alb (1983)                                | 1983 | [ 2 ]        |
| "O zi aș vrea"                                                            | Angela Similea                                                      |                                                                 |                                                   |      | [ 2 ]        |
| "O zi de-ar fi al meu Pământul"                                           | Angela Similea                                                      |                                                                 |                                                   | 1979 | [ 2 ]        |
| "Odată, odată"                                                            | Angela Similea                                                      |                                                                 |                                                   |      | [ 2 ]        |
| "Omleta din ouă de broasă țestoasă"                                       | Angela Similea                                                      | Vasile Șirli Gica Iuteș                                         | Un albastru infinit (1978)                        |      | [ 2 ]        |
| "Omul la nevoie se cunoaște"                                              | Angela Similea                                                      |                                                                 |                                                   |      | [ 2 ]        |
| "Orchestra"                                                               | Angela Similea                                                      |                                                                 |                                                   |      | [ 2 ]        |
| "Oricine-ai fi"                                                           | Angela Similea                                                      |                                                                 |                                                   |      | [ 2 ]        |
| "Pastel"                                                                  | Angela Similea                                                      | Marius Țeicu Tania Lovinescu                                    | Un albastru infinit (1978)                        | 1978 | [ 2 ]        |
| "Păpușa de porțelan"                                                      | Angela Similea                                                      |                                                                 |                                                   |      | [ 2 ]        |
| "Pânza bărcilor"                                                          | Angela Similea                                                      | Ion Cristinoiu Flavia Buref                                     | Un albastru infinit (1978)                        | 1978 | [ 2 ]        |
| "Pentru inima mea și-a ta"                                                | Angela Similea și Savoy                                             | Temistocle Popa                                                 | De dragul tău (1988)                              | 1988 | [ 2 ]        |
| "Pentru nimic în lume"                                                    | Angela Similea                                                      |                                                                 |                                                   | 1980 | [ 2 ]        |
| "Pentru tine, draga mea"                                                  | Angela Similea                                                      | Marcel Dragomir Aristide Mircea                                 |                                                   | 1979 | [ 2 ]        |
| "Pentru tine, țara mea"                                                   | Angela Similea                                                      | Ion Cristinoiu Mihai Dumbravă                                   | —                                                 | 1975 | [ 3 ]        |
| "Piano, pianissimo"                                                       | Angela Similea                                                      | Ionel Tudor Harry Negrin                                        | Nufărul Alb (1983)                                | 1981 | [ 2 ]        |
| "Ploaia s-a oprit"                                                        | Angela Similea și Ștefan Iordache                                   | Dan Iagnov Dan V. Dumitriu                                      |                                                   |      | [ 2 ]        |
| "Ploaia și noi"                                                           | Angela Similea                                                      | Vasile V. Vasilache Flavia Buref                                |                                                   |      | [ 2 ]        |
| "Poarta clipelor"                                                         | Angela Similea                                                      | Marcel Dragomir Angel Grigoriu Romeo Iorgulescu                 |                                                   | 1979 | [ 2 ]        |
| "Povestea începe cu 'A fost...'"                                          | Angela Similea                                                      |                                                                 |                                                   |      | [ 2 ]        |
| "Prin pădure"                                                             | Angela Similea și Florin Piersic                                    |                                                                 |                                                   |      | [ 2 ]        |
| "Privește cerul"                                                          | Angela Similea și Ovidiu Komornyik                                  |                                                                 |                                                   |      | [ 2 ]        |
| "Puf"                                                                     | Angela Similea                                                      | Vasile Șirli Marin Sorescu                                      | Un albastru infinit (1978)                        |      | [ 2 ]        |
| "Quartetul vesel"                                                         | Angela Similea, Marina Voica, Margareta Pâslaru și Olimpia Panciu   |                                                                 | —                                                 | 1977 | [ 2 ]        |
| "Râul de stele"                                                           | Angela Similea                                                      |                                                                 |                                                   |      | [ 2 ]        |
| "Recheamă-mă și-am să revin"                                              | Angela Similea și Savoy                                             | Marian Nistor Sandu Ștefănescu                                  | Balada iubirilor deschise (1986)                  |      | [ 2 ]        |
| "Romanticii"                                                              | Angela Similea                                                      | Mihai Maxilian Vasile Veselovski                                | Anii '70 - Vol 2.                                 | 1979 | [ 2 ]        |
| "România de azi, România de mâine"                                        | Angela Similea cu Stela Enache și Dorin Teodorescu                  |                                                                 |                                                   | 1980 | [ 2 ]        |
| "S-a deschis o ușă"                                                       | Angela Similea                                                      | Ovidiu Dumitru Ion Cristinoiu                                   | De dragul tău                                     | 1988 | [ 2 ]        |
| "Sanie cu zurgălăi"                                                       | Angela Similea                                                      | Richard Stein                                                   |                                                   |      | [ 2 ]        |
| "Say It Once Again"                                                       | Angela Similea                                                      |                                                                 |                                                   | 1982 | [ 2 ]        |
| "Să dansezi nu-i greu"                                                    | Angela Similea                                                      |                                                                 |                                                   |      | [ 2 ]        |
| "Să fiu o floare"                                                         | Angela Similea și Savoy                                             | Marian Nistor Ioana Proca                                       | Balada iubirilor deschise (1986)                  |      | [ 2 ]        |
| "Să iubești cât trăiești"                                                 | Angela Similea                                                      |                                                                 |                                                   |      | [ 2 ]        |
| "Să mori de dragoste rănită"                                              | Angela Similea                                                      | Aurel Storin Marcel Dragomir                                    | Să mori de dragoste rănită (1996)                 | 1995 | [ 2 ]        |
| "Să ne-amintim de jucării"                                                | Angela Similea                                                      |                                                                 |                                                   |      | [ 2 ]        |
| "Să ne reamintim"                                                         | Angela Similea                                                      | Potpuriu Marius Țeicu                                           | Mari succese                                      | 1991 | [ 2 ] [ 12 ] |
| "Să nu juri că ma iubești"                                                | Angela Similea                                                      |                                                                 |                                                   |      | [ 2 ]        |
| "Să nu mă crezi"                                                          | Angela Similea                                                      |                                                                 |                                                   |      | [ 2 ]        |
| "Să te gândești din când în când la mine"                                 | Angela Similea                                                      | Marcel Dragomir Teodora Popa Mazilu                             | Nufărul Alb (1983)                                | 1983 | [ 2 ]        |
| "Să trăiești mlădiță a neamului meu"                                      | Angela Similea și Marius Țeicu                                      |                                                                 |                                                   | 1988 | [ 2 ]        |
| "Se poate"                                                                | Angela Similea                                                      |                                                                 |                                                   |      | [ 2 ]        |
| "Serenada din zori"                                                       | Angela Similea                                                      |                                                                 |                                                   |      | [ 2 ]        |
| "Simfonia iernii"                                                         | Angela Similea                                                      |                                                                 |                                                   |      | [ 2 ]        |
| "Singurătatea"                                                            | Angela Similea                                                      | Eugen Rotaru Marius Țeicu                                       | Mari succese                                      | 1991 | [ 2 ]        |
| "Soare, iți mulțumesc"                                                    | Angela Similea                                                      |                                                                 |                                                   |      | [ 2 ]        |
| "Spune, iubite"                                                           | Angela Similea                                                      | George Grigoriu                                                 | —                                                 | 1968 | [ 2 ]        |
| "Spune-mi care-mi este vina"                                              | Angela Similea                                                      |                                                                 |                                                   | 1990 | [ 2 ]        |
| "Spune-mi, țara mea"                                                      | Angela Similea                                                      | Vasile V. Vasilache Gheorghe Vâlcu                              | —                                                 | 1976 | [ 2 ]        |
| "Sub semnul iubirii"                                                      | Angela Similea                                                      |                                                                 |                                                   |      | [ 2 ]        |
| "Sud, nord"                                                               | Angela Similea                                                      |                                                                 |                                                   |      | [ 2 ]        |
| "Suflet de copil"                                                         | Angela Similea                                                      | Edmond Deda Alecu Popovici                                      |                                                   |      | [ 2 ]        |
| "Suflet pierdut"                                                          | Angela Similea și Ovidiu Komornyik                                  |                                                                 | Lumea mea                                         | 2005 | [ 2 ]        |
| "Sunt frumoasă de dor"                                                    | Angela Similea                                                      |                                                                 |                                                   |      | [ 2 ]        |
| "Sunt umbra ta"                                                           | Angela Similea                                                      |                                                                 |                                                   |      | [ 2 ]        |
| "Suntem tineri români"                                                    | Angela Similea                                                      | Vasile V. Vasilache Ion Lotreanu                                |                                                   |      | [ 2 ]        |
| "Și dacă vii, și dacă nu"                                                 | Angela Similea                                                      | Dan V. Dumitriu Ion Cristinoiu                                  | —                                                 | 1993 | [ 2 ]        |
| "Taina mea"                                                               | Angela Similea și Ovidiu Komornyik                                  |                                                                 | De dragul tău cu Ovidiu Komornyik (2008)          | 2008 | [ 2 ]        |
| "Tangoul"                                                                 | Angela Similea                                                      | Vasile Veselovski Mihai Maximilian                              |                                                   | 1979 | [ 2 ]        |
| "Te-aș alege din nou"                                                     | Angela Similea                                                      | Liliana Ștefan Marius Țeicu                                     | Lumea mea                                         | 2005 | [ 2 ]        |
| "Te-aud mereu"                                                            | Angela Similea și Cornel Constantiniu                               | Aurel Giroveanu Mihai Dumbravă                                  |                                                   | 1977 | [ 2 ]        |
| "Te chem să vii"                                                          | Angela Similea                                                      |                                                                 |                                                   |      | [ 2 ]        |
| "Te-ncearcă viața uneori"                                                 | Angela Similea și Ștefan Iordache                                   | Dan Iagnov Dan V. Dumitriu                                      | Adio, femei!(1990)                                |      | [ 2 ]        |
| "Te rog, nu plânge"                                                       | Angela Similea                                                      | Sandu Ștefănescu Cristina Dumitriu                              | —                                                 | 1989 | [ 2 ] [ 8 ]  |
| "Te rog să uiți"                                                          | Angela Similea                                                      |                                                                 |                                                   |      | [ 2 ]        |
| "Timpul"                                                                  | Angela Similea                                                      | Cristina Dumitriu Claudia Delean-Tița                           | —                                                 | 1989 | [ 2 ] [ 8 ]  |
| "Timpul s-a oprit stingher"                                               | Angela Similea                                                      |                                                                 |                                                   |      | [ 2 ]        |
| "Trandafirii"                                                             | Angela Similea și Savoy                                             | Marian Nistor Mihai Codreanu                                    | Un albastru infinit (1978)                        |      | [ 2 ]        |
| "Trăiesc"                                                                 | Angela Similea                                                      | Eugen Rotaru Marius Țeicu                                       | Trăiesc (1985)                                    | 1984 | [ 2 ]        |
| "Trenul galben fără cai"                                                  | Angela Similea                                                      | Marcel Dragomir George Țărnea                                   |                                                   | 1985 | [ 2 ]        |
| "Trurli"                                                                  | Angela Similea                                                      | Vasile Vasilache N. Stroe                                       |                                                   | 1992 | [ 2 ]        |
| "Tu ești"                                                                 | Angela Similea                                                      | Marcel Dragomir Aurel Storin                                    | Trăiesc (1985)                                    | 1985 | [ 2 ]        |
| "Tu ești omul ideal"                                                      | Angela Similea                                                      | Ion Cristinoiu Roxana Popescu                                   | Trăiesc (1985)                                    | 1984 | [ 2 ] [ 10 ] |
| "Tu, iubirea mea"                                                         | Angela Similea și Marius Țeicu                                      | Ovidiu Dumitru Marius Țeicu                                     | Mari succese                                      | 1991 | [ 2 ]        |
| "Tu te ascunzi de mine"                                                   | Angela Similea                                                      |                                                                 |                                                   |      | [ 2 ]        |
| "Ultimul tramvai"                                                         | Angela Similea                                                      | Andreea Andrei Ionel Tudor                                      | Îți amintești de mine (1994)                      | 1989 | [ 2 ] [ 8 ]  |
| "Umbre"                                                                   | Angela Similea                                                      | Repertoriu internațional / Eugen Rotaru                         | —                                                 | 1976 | [ 2 ]        |
| "Un albastru infinit"                                                     | Angela Similea                                                      | Marcel Dragomir Ovidiu Dumitru                                  | Un albastru infinit (1978)                        | 1976 | [ 2 ]        |
| "Un băiat frumos"                                                         | Angela Similea și Cornel Constantiniu                               | Marcel Dragomir                                                 | —                                                 | 1978 | [ 2 ]        |
| "Un bleu infini"                                                          | Angela Similea                                                      | ?                                                               | —                                                 | 1977 | [ 2 ]        |
| "Un cântec fără final"                                                    | Angela Similea                                                      | George Grigoriu Angel Grigoriu și Romeo Iorgulescu              | —                                                 | ?    | [ 2 ]        |
| "Un cântec vesel"                                                         | Angela Similea                                                      | Ovidiu Dumitru Marius Țeicu                                     | Anii '70 Vol 1                                    | 1978 | [ 2 ]        |
| "Un copil m-a întrebat"                                                   | Angela Similea                                                      | Mircea Romcescu                                                 | —                                                 | 1979 | [ 2 ]        |
| "Un minut, mai mult"                                                      | Angela Similea și Marius Țeicu                                      | Marius Țeicu                                                    | —                                                 | 1984 | [ 2 ]        |
| "Un roman de iubire"                                                      | Angela Similea                                                      | Aurel Storin Marcel Dragomir                                    | Un roman de iubire într-un albastru infinit       | 1995 | [ 2 ]        |
| "Un tango"                                                                | Angela Similea                                                      | Repertoriu internațional                                        | —                                                 | 1976 | [ 2 ]        |
| "Un tren ce pleacă"                                                       | Angela Similea                                                      | Aurel Storin Marcel Dragomir                                    | —                                                 | 1972 | [ 2 ]        |
| "Unde ești, copilarie?"                                                   | Angela Similea                                                      | Marius Țeicu Sașa Georgescu                                     | Un albastru infinit (1978)                        | 1978 | [ 2 ]        |
| "Va fi o zi"                                                              | Angela Similea                                                      | Eugen Rotaru Repertoriu internațional                           | Melodii din repertoriul lui Demis Roussos         | 1975 | [ 2 ]        |
| "Vei regreta"                                                             | Angela Similea                                                      | Angel Grigoriu Virgil Popescu                                   | —                                                 | 1994 | [ 2 ]        |
| "Viața de artist"                                                         | Angela Similea                                                      | Dan V. Dumitriu George Natsis                                   | B 03 MAG'                                         | 1991 | [ 2 ]        |
| "Viața este mai frumoasă"                                                 | Angela Similea                                                      | Eugen Rotaru Marius Țeicu                                       | De dragul tău                                     | 1988 | [ 2 ]        |
| "Viața fără tine"                                                         | Angela Similea                                                      | Angel Grigoriu și Romeo Iorgulescu Ion Cristinoiu               | Anii '70 - Vol.2                                  | 1981 | [ 2 ]        |
| "Viața, izvor al fericirii"                                               | Angela Similea și Florin Piersic                                    | Cella Tănăsescu Edmond Deda                                     | Corina                                            | 1981 | [ 2 ]        |
| "Viața merge înainte"                                                     | Angela Similea                                                      | Eugen Rotaru Marius Țeicu                                       | Flacăra nestinsei iubiri                          | 1989 | [ 2 ] [ 8 ]  |
| "Vine, vine"                                                              | Angela Similea                                                      | Repertoriu internațional                                        | —                                                 | 1976 | [ 2 ]        |
| "Vis de femeie"                                                           | Angela Similea                                                      | Roxana Popescu Marcel Dragomir                                  | Lumea mea                                         | 2005 | [ 2 ]        |
| "Vis de iarnă"                                                            | Angela Similea                                                      | Roxana Popescu Ion Cristinoiu                                   | —                                                 | 1981 | [ 2 ]        |
| "Vis omenesc"                                                             | Angela Similea                                                      | Aurel Storin Marcel Dragomir                                    | Anii 70 - Vol.2                                   | 1977 | [ 2 ]        |
| "Vis vegetal"                                                             | Angela Similea și Savoy                                             | Marian Nistor Magda Isanos                                      | Balada iubirilor deschise (1986)                  | 1986 | [ 2 ]        |
| "Voi cânta"                                                               | Angela Similea                                                      | Roxana Popescu Ovidiu Komornyik                                 | Lumea mea                                         | 2005 | [ 2 ]        |
| "Voi cânta pentru mileniul trei"                                          | Angela Similea                                                      | Eugen Rotaru Marius Țeicu                                       | Nu-mi lua iubirea                                 | 1985 | [ 2 ]        |
| "Voi dansa cu tine"                                                       | Angela Similea                                                      | Eugen Rotaru Marcel Dragomir                                    | Nufărul Alb (1983)                                | 1982 | [ 2 ]        |
| "Voi râde iar"                                                            | Angela Similea                                                      | Angel Grigoriu Marius Țeicu                                     | Mari succese                                      | 1981 | [ 2 ]        |
| "Vom fi tu și eu"                                                         | Angela Similea                                                      | Repertoriu internațional                                        | —                                                 | 1976 | [ 2 ]        |
| "Vorbe, doar vorbe"                                                       | Angela Similea                                                      | Lucian Bentu Marcel Dragomir                                    | Un roman de iubire într-un albastru infinit       | 1996 | [ 2 ]        |
| "Vreau adevărul"                                                          | Angela Similea                                                      | Eugen Rotaru Marius Țeicu                                       | —                                                 | 1988 | [ 2 ]        |
| "Vreau să intru în joc"                                                   | Angela Similea                                                      | Eugen Rotaru Mihai Onilă                                        | Lumea mea                                         | 2005 | [ 2 ]        |
| "Vreau ziua ce-o să vină"                                                 | Angela Similea                                                      | Angela Similea Ovidiu Komornyik                                 | Lumea mea                                         | 2005 | [ 2 ]        |
| "Ziurel de zi"                                                            | Angela Similea și Marius Țeicu                                      | Versuri tradiționale Tiberiu Brediceanu                         | Colinde și cântece de Crăciun                     | 1998 | [ 2 ]        |

## Vezi și
- Discografia Angelei Similea